# Ratko Divjak
Ratko »Rale« Divjak, hrvaško-slovenski bobnar, * 6. julij 1947, Vukovar, LR Hrvaška.
Ratko Divjak je hrvaško-slovenski bobnar. Igral je v številnih zasedbah: Dinamiti, September, Time, Sončna pot, … Od leta 1973 do 2013 je bil bobnar v Big Bandu RTV Slovenija. Kot bobnar je sodeloval z mnogimi izvajalci, njegovo igranje pa je zapisano na vsaj 10000 posnetkih v glasbenih arhivih RTV Slovenije. Leta 2012 je prejel Častno priznanje RTV Slovenije.

## Biografija
Ratko Divjak se je rodil leta 1947 v Vukovarju. Šolal se je v Osijeku, kjer je tudi maturiral. V Osijeku se je tudi začel učiti flavto na nižji glasbeni šoli, kasneje pa je pouk flavte obiskoval tudi na Srednji glasbeni šoli v Osijeku. Leta 1964 je glasbeno pot nadaljeval z igranjem bobnov. Po končani džezovski akademiji v Gradcu pa je postal poklicni bobnar.
Na začetku je kot bobnar igral v raznih rock in pop zasedbah, z džezom pa se je seznanil prek poslušanja gramofonskih plošč. Leta 1968 je odšel v Zagreb, kjer je postal član orkestra Iće Klemena, leto zatem pa je začel sodelovati z Boškom Petrovićem v njegovem kvartetu "B. P. Convention" in njegovi mednarodni zasedbi "Nonconvertible All Stars".
S tema zasedbama je Divjak gostoval na džezovskih festivalih v Pragi, Montreuxu, Budimpešti, Dunaju, Zahodnem Berlinu, Beogradu in Ljubljani. V Zagrebu je Divjak snemal z Leom Wrightom in Slideom Hamptonom, s triom Popa Asanovića pa je gostoval na mednarodnem džezovskem festivalu v Szegedu. Krajši čas je igral tudi v Plesnem orkestru RTV Zagreb, s katerim je leta 1971 nastopil na ljubljanskem džezovskem festivalu.
Leta 1973 je spoznal trobentača Petra Ugrina, ki je Divjaka kot bobnarja priporočil dirigentu Jožetu Privšku, ki je bil tedaj vodja Plesnega orkestra RTV Ljubljana. Jeseni istega leta je Divjak uspešno opravil avdicijo in tako postal član PORL-a, ki se je kasneje preimenoval v Big Band.
S PORL-om je Divjak redno gostoval na ljubljanskih džezovskih festivalih. Nastopal je tudi z gosti kot sta Duško Gojković in Jiggs Whigham. Kot izjemen glasbenik je Divjak sodeloval v številnih uveljavljenih zasedbah kot so Dinamiti, September, Time, Sončna pot, in Greentown Jazz Band. S kvintetom Toneta Janše je predstavljal JRT na mednarodnem džezovskem festivalu v Poriju na Finskem. Bil je tudi član ritem sekcije na jam sessionu v ljubljanskem Hotelu Bellevue v sklopu džezovskega festivala Ljubljana 1979. Leta 1982 je gostoval tudi v Big Bandu EBU-ja v Londonu. Nastopal je tudi z mnogimi znanimi izvajalci kot so New Swing Quartet, Art Farmer, Gary Burton, Stan Getz, N.H.O. Pedersen, Sal Nistico, Albert Mangelsdorf, Duško Gojković, Dave Libman, Stjepko Gut, Tony Coe, Ferdinand Powel, Gianni Basso, Richard Davis in Joe Pass.
Nekaj let je bil svobodni umetnik, na začetku 90. let dvajsetega stoletja pa se je znova zaposlil v Big Bandu RTV Slovenija, kjer je ostal do svoje upokojitve jeseni 2013. Leta 2012 je prejel Častno priznanje RTV.

## Izbrana diskografija
- Caravan (1998)
- For 70 Years (2020)

### B. P. Convention
- Zeleno raspoloženje (1975)
- The Best of B. P. Convention (1997)
- Bag's Groove - Live at Studio "M" (2008)

### Bosko Petrovic's Nonconvertible All Stars
- Swinging East (1973)

### Time
- Time (1972)
- Time II (1976)
- Život u čizmama s visokom petom (1976)
- Time & Dado Topić (1996)
- Vrijeme (2000)
- The Ultimate Collection (2007)

### September
- Zadnja avantura (1976)
- The Best of September (2003)

### Jugoslovenska pop selekcija
- Slatka Lola (Najljepše pjesme Đorđa Novkovića) (1975)

### Tihomir Pop Asanović
- Majko Zemljo (1974)
- Pop (1976)

### Sončna pot
- Sončna pot (1979)

### Greentown Jazz Band
- Swingin' Classics (1989)
- Live in Lisinski Concert Hall Zagreb (1990)
- On the Road (1991)
- Ballin' the Jack (1993)
- Lazy River (1994)
- The Best of Greentown Jazz Band (1999)

### Plesni orkester RTV Ljubljana/Big Band RTV Slovenija
- Diskografija